# Delias buruana
Delias buruana is een vlindersoort uit de familie van de Pieridae (witjes), onderfamilie Pierinae.
Delias buruana werd in 1899 beschreven door Rothschild.